# 野菊
野菊（のぎく）とは、野生の菊のことである。よく似た多くの種があり、地域によってもさまざまな種がある。

## 菊と野生種
一般に栽培されている菊は、和名をキク（キク科キク属 Dendranthema grandiflorum (Ramatuelle) Kitam.）といい、野生のものは存在せず、中国で作出されたものが伝来したと考えられている。したがって、菊の野生種というものはない。
しかしながら、日本にはキクに似た花を咲かせるものは多数あり、野菊というのはそのような植物の総称として使われている。辞典などにはヨメナの別称と記している場合もあるが、植物図鑑などではノギクをヨメナの別名とは見なしていない。現在では最も身近に見られる野菊のひとつがヨメナであるが、近似種と区別するのは簡単ではなく、一般には複数種が混同されている。キク科の植物は日本に約350種の野生種があり、帰化種や栽培種も多い。多くのものが何々ギクの名を持ち、その中で菊らしく見えるものもかなりの属にわたって存在する。

## 野菊の範囲
野菊は、野生の植物でキクに見えるもののことである。キクはキク科の植物であるが、この類の花には大きな特徴がある。菊の花と一般にいわれているものは、実際には多数の小さい花の集合体であり、これを頭状花序という。頭状花序を構成する花には大きく2つの形があり、1つはサジ型に1枚の花弁が発達する舌状花、もう1つは花弁が小さく5つに割れる管状花である。キクの花の場合、外側にはサジ型の舌状花が並び、内側には黄色い管状花が密生するのが基本であるが、栽培種には形の変わったものもある。
このような特徴のキク科植物は、非常に多い。ガーベラやヒマワリ、コスモスもそうである。しかし、これらの花が野生で存在しても野菊とは呼ばない。草の形で言えば、ヒマワリは大きすぎる。タンポポやガーベラのような、根出葉がロゼット状にあり、茎には葉がないものもそれらしく見えない。したがって、あまり背が高くならず、茎に葉がついた姿のものに限られる。また、アキノキリンソウのように頭花が小さいものもそれらしく見えない。さらに、菊といえば秋の花であることから、秋に咲くものをこう呼ぶことが多い。
これに当てはまりそうなものを以下に属ごとに挙げる。詳細については各群の項目を参照されたい。

### ごく野菊らしいもの

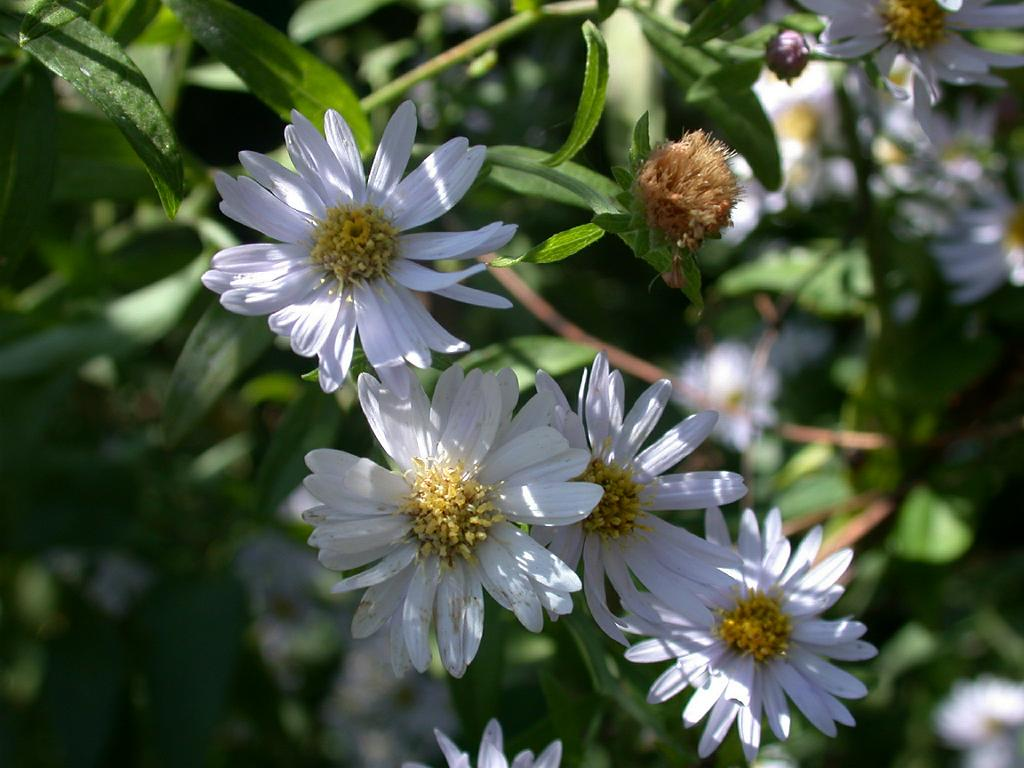
ノコンギクの花序、綿毛が見える。

一般に野菊と呼ばれるのは以下のようなものとされる。
キク属 Dendranthema
キクと同属のものは日本に15種ばかりある。舌状花を持たない菊らしくない花もあるが、多くは野菊と言えるものである。株立ちになり、茎は立ち、あるいは斜めに伸び、葉を互生する。葉は丸みのある概形で、大きな鋸歯があったり、やや深く裂けるものが多い。どれも管状花は黄色、舌状花は白のものと黄色のものがある。冠毛は無い。
代表的なのは山野に生えるものでは白い花のリュウノウギク D. japonicum、黄色い花のシマカンギク D. indicum 、キクタニギク D. boleare 、海岸に生える白い花のノジギク D. occidentali-japonense 、コハマギク D. arcticum subsp. maekawanum などがあるが、特に最初の二つが標準的な野菊らしいものである。この属のものはキクと同属なだけに、菊らしいものが多いが、イソギク D. pacificum など、舌状花のない花をつけるものもある。さらに、種間の雑種も知られるのでややこしい。
シオン属 Aster
単独の茎が高く伸びるものが多い。葉は根出状のものと茎の葉がつく。茎の先端が多数枝分かれして、菊の花が多数つく。舌状花は白いか紫を帯びる。種子（実際には痩果）には長い冠毛がある。
よく知られているのはシオンである。非常に大きくなるもので高さは2mに達する。これはよく栽培され、野菊扱いされない。しかし、野生で小型の場合は野菊と認識されるだろう。ただし数は多くない。
野菊としては最もそれらしいのがノコンギク A. ageratoides subsp. ovatus である。山間の沢から人里まで広く分布するごく普通の野菊で、花は薄紫の、非常にヨメナに似た花である。コンギクの名で栽培品としての扱いも受けてきた。北海道にはエゾノコンギク var. yezoensis Kitam. がある。種としては他にも変異が多く、いくつもの亜種がある。中でもヤマシロギク A. a. subsp. amplexifolius 、シロヨメナ A. a. subsp. leiophyllus などは山野に生える背の高い野菊である。
他に、シラヤマギク A. scaber やゴマナ A. glehni 、サワシロギク A. rugulosus なども山野でよく見かけるもので、背が高く、花の小さい野菊である。
特殊なものとしては、塩性湿地に生育するウラギク A. tripolium （英: Sea aster）や海岸の岩場に生えるイソノギク A. asa-grayi 、関東の河原に生えるカワラノギク A.  kantoensis 、紀伊半島の瀞峡周辺の川岸にだけ生えるホソバノギク A. sohayakiensis など、他にもいくつか野菊らしい姿の植物がある。同属の最も普通なもののひとつ、ホウキギク A. subulatus はやや湿ったところでよく見かける帰化植物であるが、花が小さいので野菊という印象はない。

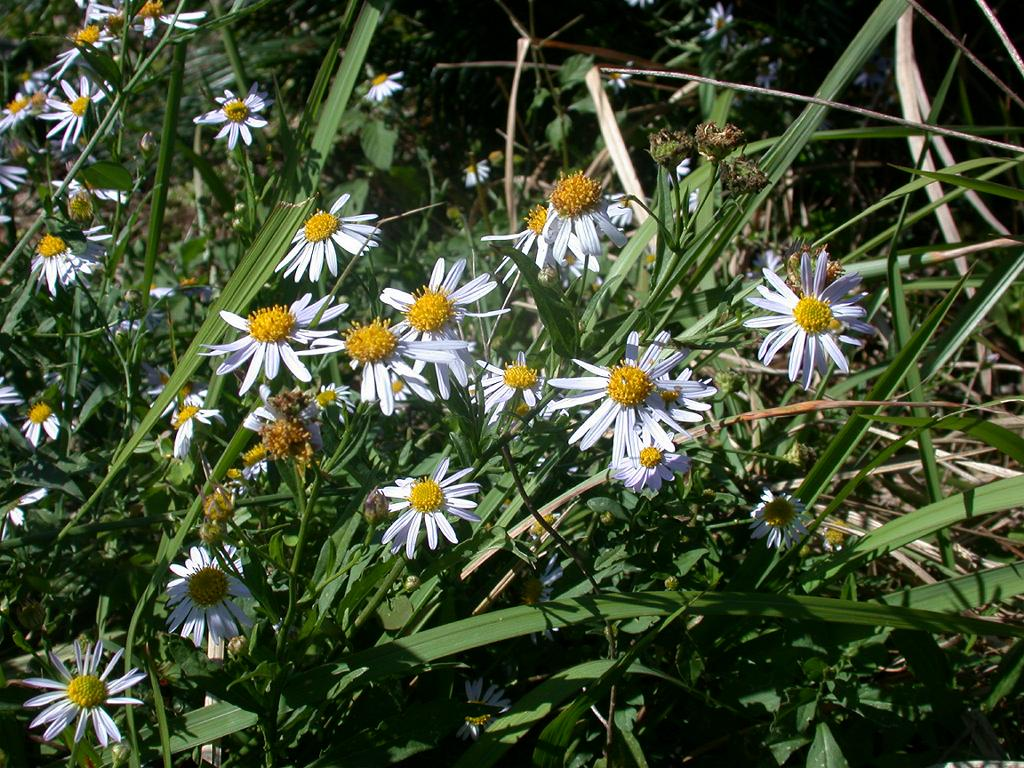
ヨメナの花序、花が散ったものを含む。

ヨメナ属 Kalimeris
地下茎があり、群落になる。葉は細い形のものが多い。冠毛はごく短く1ｍｍ以下で肉眼では無いように見える。なお、この属をシオン属に入れる考えもある。
何と言ってもヨメナ K. yomena が代表である。薄紫の花をつける、道端に最もよく見かける野菊と言ってよい。ただし、本州中部以西のことである。近縁種は似たものが多く、カントウヨメナ K. pseudoyomena やオオユウガギク K. incisa など地域によっても違う種がある。すべて野菊と言ってよいだろう。
ハマベノギク属 Heteropappus
ヨメナ属やシオン属に似ているが、種子の冠毛に二通りの長さのものがある。この属もシオン属に含める説がある。
乾燥した原野に生え、細い葉をもち、白い野菊の花をつけるヤマジノギク H. hisidus 、海岸の砂地に生え、茎は這い、葉はサジ型のハマベノギク H. h. subsp. arenarius など。
ハマギク属 Nipponanthenum
茎は木質化する。丸っこくて厚い葉をつけ、やや大柄な白い野菊の花をつける。
ハマギク N. nipponicum が東北地方の海岸線に生育する。江戸時代より栽培されていた。
上記のもの以外にも、若干の希少種がある。以上を、成育環境別にまとめると、以下のようになる。
- 道端ではノコンギクとヨメナ、それにこれらの近縁種がよく見られる。
- より自然の豊かな野外では、上記二種のほかに、背が低くて花の大きなリュウノウギク（白）やキクタニギク（黄）、背が高くて花数の多いヤマシロギク、シラヤマギク、ゴマナなどが見られる。現在ほど都市化が進んでいなかった時代には、里山に生えるこれらの野菊ももっとなじみ深かったはずである。
- 海岸線の岩場や砂浜には多くの種があるが、地域によって異なり、またそれほど頻繁には見られない。

これらの大部分は本州が分布の中心である。北海道には海岸性のもの以外ではシラヤマギク、サワシロギク、エゾノコンギクなどがある。沖縄など南西諸島の多くでは海岸の種を除くと野菊はコヨメナくらいしかない。

### 別の名で呼ばれるもの
外見は野菊のように見えるが、野菊とは別に扱われることが多いものを以下に挙げた。
ミヤマヨメナ属 Miyamayomena
背の低い多年草で、茎の葉はやや幅広く、茎の先端に花を1つずつつける。花は紫が強い白。冠毛は無い。
ミヤマヨメナ M. savatieri は森林内に生える植物で、外見はヨメナなどとにているが、花は初夏に咲く点で大きく異なる。これを園芸用に育てたものがミヤコワスレである。

### やや趣を異にするもの
ほぼ菊に似た花をつけるものの、野菊とは呼びにくそうなものを挙げる。
センダングサ属 Bidens
むしろ雑草に含まれる植物で、特に種子の冠毛が数本の刺と化してひっつき虫となるので嫌われる。花は舌状花の少ない地味なものが多いが、コセンダングサ(B. plosa)の変種には白い舌状花の発達するものがあり、野菊っぽく見える。しかし草の姿は雑草の雰囲気が強い。
ムカシヨモギ属 Erigeron
葉は細く、花は周囲の舌状花がとても細く、ねじれるのが特徴。身近な普通種には、ヒメムカシヨモギ E. canadensis などあるが、これらは花がごく小さく、数が多いので、花の目立たない植物である。
しかし、アズマギク E. thunbergii は、山地から高山に生える背の低い草で、花は大きいものが一つつくので、美しいものである。ただし、舌状花が非常に細く、周囲に糸を並べたように見える姿は、野菊というよりはヒナギクに近い。同属のハルジオン E. philadelphicus も似た印象がある。よく比較されるヒメジョオン Stenactis annuus となると、花が小さいのであまり野菊らしくなくなる。
シカギク属 Matricaria
一年草で、茎は立ち上がり、細かく裂けた葉を互生する。花は白。北海道にシカギク M. tetragonosperma などが海岸に自生する。これも野菊的な花ではあるが、葉が細かく分かれ過ぎているかもしれない。知っている人ならば、カミツレ M. chamomila を想起すると思われる。
オグルマ属 Inula
茎は直立し、やや枝を出す。その先端に黄色い花をつける。舌状花はやや細い。カセンソウ I. salicina var. asiatica やオグルマ I. britannica var. japonica などが日本に広く分布し、湿地の日なたに生育する。草地に真っすぐに突っ立っている姿は、あまり野菊らしさを感じさせない。
キオン属 Senecio
非常に変化に富む属であるが、日本産のものは、草やつるで、黄色い小型の菊の花を多数つけるものが多い。姿の派手なものが多く、また夏に咲くものが多いので、あまり野菊らしさは感じない。なかでキオン S nemorensis は野菊らしいかもしれない。
ウサギギク属 Arnica
地下茎は横に這い、立ち上がって先端に黄色い花をつける。あまり野菊らしい姿ではないが、ウサギギク A. unalaschcensis var. tschonoskyi は高山植物の菊としては有名。

## 関連事項
- 野菊 (唱歌)
- 野菊の墓